# Chrysanthrax lepidotoides
Chrysanthrax lepidotoides är en tvåvingeart som först beskrevs av Johnson 1919.  Chrysanthrax lepidotoides ingår i släktet Chrysanthrax och familjen svävflugor.
Artens utbredningsområde är New Jersey. Inga underarter finns listade i Catalogue of Life.